# Chantons en chœur
Pour plus de détails, voir Fiche technique et Distribution.
Chantons en chœur est un téléfilm français réalisé par Maurice Dugowson et diffusé dans le cadre de la série télévisée Série noire le 30 juillet 1987 sur TF1.

## Fiche technique
- Titre français : Chantons en chœur
- Réalisation : Maurice Dugowson
- Scénario : Maurice Dugowson, Pierre Fabre et Alex Varoux d'après le roman de James Hadley Chase The Soft Center
- Pays d'origine : France
- Format : Couleurs
- Genre : thriller
- Date de sortie : 1987

## Distribution
- Pascale Rocard : Valérie Ballard
- Jean-Pierre Bisson : Walter
- Marie Wiart : Lucille
- Michel Aumont : Homère
- Jeanne Marine : Cathy Berton
- Stéphane Jobert : Berton
- Cerise Leclerc :	Marie
- Emilio Bonucci :	Mario
- Sarah Mesguich : Prune
- Dany Kogan : Blanche